# Bagno Koziana
Bagno Koziana – torfowiskowy rezerwat przyrody położony w województwie warmińsko-mazurskim, w powiecie działdowskim, w gminie Lidzbark, na północny zachód od wsi Jeleń. Leży w granicach Welskiego Parku Krajobrazowego. Nazwa pochodzi od bagna, na którym rezerwat jest położony.

## Informacje podstawowe
Utworzony został w 1991 roku jako rezerwat faunistyczny w celu zachowania występującej na tym terenie wartościowej ostoi ptactwa wodno-błotnego. Od 2017 roku jest klasyfikowany jako rezerwat torfowiskowy, którego celem ochrony jest zachowanie i ochrona kompleksu torfowisk przejściowych oraz torfowisk wysokich i niskich. Zajmuje powierzchnię 54,78 ha (akt powołujący podawał 54,85 ha). Teren rezerwatu jest torfowiskiem przejściowym; w części zachodniej ma charakter torfowiska wysokiego, występuje tam brzoza omszona i brodawkata oraz sosna.
W skład rezerwatu wchodzi torfowisko powstałe w wyniku zalądowienia zachodniego krańca zarastającego Jeziora Jeleńskiego. Ponadto w skład rezerwatu wchodzi wyrobisko potorfowe, w którym pojawiły się wtórne procesy odtwarzania dawnych fitocenoz torfowiskowych.

## Flora i fauna

### Rośliny
W rezerwacie stwierdzono m.in. takie gatunki jak:
- rosiczka okrągłolistna
- bagno zwyczajne
- nerecznica grzebieniasta
- pływacz drobny
- jeżogłówka najmniejsza
- brzoza omszona
- brzoza brodawkowata
- wierzby: łoza, rokita i iwa
- zachylnik błotny
- skrzyp błotny
- turzyca długokłosa
- wełnianka
- żurawina błotna
- borówka bagienna
- czermień błotna
- bobrek trójlistkowy

Na torfowisku przejściowym w warstwie mchów panują torfowce.

### Ptaki

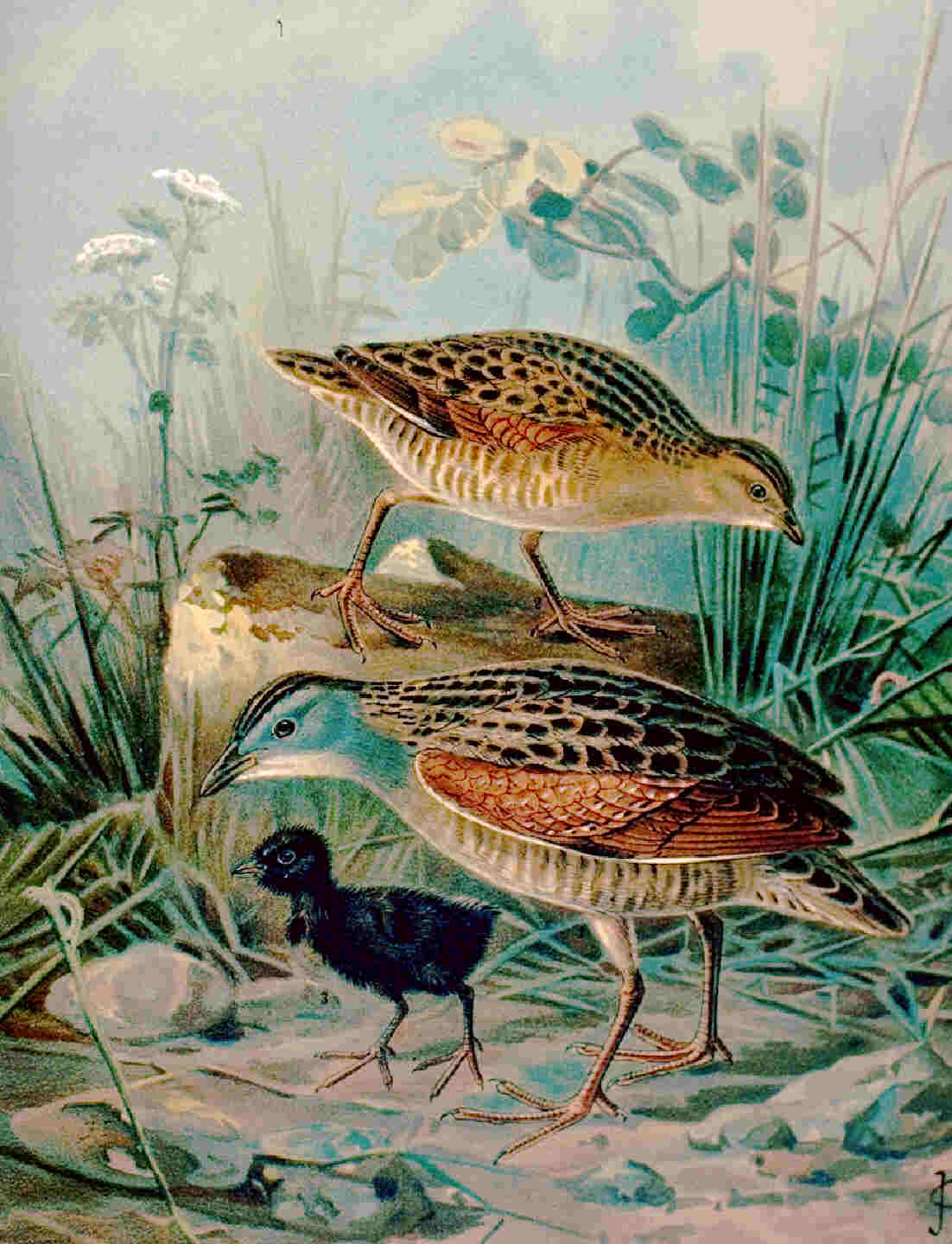
Derkacz

W rezerwacie występowała bogata awifauna, stwierdzono występowanie ok. 80 gatunków ptaków, z których ok. 60 uznano za lęgowe. Pod koniec XX wieku obserwowano m.in. dużą kolonię mewy śmieszki, liczącą ok. 1400 par. Ponadto obserwowano inne ptaki np.
- piecuszek
- świergotek łąkowy
- potrzos
- pokrzewka cierniówka
- rokitniczka
- czajka
- bekas kszyk
- samotnik (ptak)
- perkoz
- zausznik
- derkacz
- żuraw
- łabędź niemy
- krwawodziób
- kaczka czernica
- cyraneczka zwyczajna
- błotniak stawowy

W wyniku sukcesji rezerwat zarastany jest przez drzewa i krzewy i stracił swoją atrakcyjność dla ptaków wodno-błotnych. W efekcie jego awifauna znacznie zubożała i nastąpiła zmiana celu ochrony rezerwatu z faunistycznego na torfowiskowy.